# Perényi János (tárnokmester)
III. Perényi János (meghalt 1458), a Perényi család nádori ágának tagja, aki 1438-1440 között és 1452-ben Zemplén vármegyei főispán, 1438-tól és 1445-1458 között tárnokmester

## Élete
Rokonának Perényi Péter székelyispánnak halála után ő és testvére örökösödési szerződést kötött Péter fiaival Jánossal és a kiskorú Miklóssal. Az új tulajdonosokat 1431-ben iktatták be új birtokaikba. A szerződés értelmében a székhelyeiket, a terebesi, füzéri és csorbakői uradalmakat a várakkal együtt átadták nekik, azok teljes birtokukért, ami a nagyidai és nyalábi várárakat és tartozékaikat jelentette. Arra számíthattak, hogy Perényi János és Miklós hamar, utód nélkül halnak meg, tekintve hogy a birtokok értéke jelentősen eltért. Azonban felmondhatták a szerződést, mert a régi központok pár év múlva ezután ismét Imre fiainak kezében voltak.  
1431-1437 között asztalnokmester volt és részt vett a husziták elleni küzdelemben. 1438-ban az új király, Albert tárnokmesterré nevezte ki, amivel együtt járt a tárnoki városok bírói cím is, ami újabb birtokokkal gyarapította vagyonát (Erzsébet királynétól zálogba vette a Füleki várat, Sárost királyi adományba kapta). Albert halála polgárháborúba sodorta az országot, ami két pártra szakadt; egyikük Lászlót Albert fiát, másikuk a lengyel Ulászlót támogatta. Kezdetben Perényi is a lengyel jelölt foglalt állást. 1440-ben tagja volt annak a 
Dominis János vezette küldöttségnek, amely Krakkóba utazott, hogy Ulászlót meghívja a magyar trónra. Mikor azonban az özvegy királyné Giskra János segítségével a Felvidék jelentős részét elfoglalta (köztük a Perényi tulajdonát képző Sárosi várat) és fia ellenségeit leverte, Perényi is jobbnak látta a Lászlót támogatók csoportjához állni. 
1444-ben már a Giskra megbízottjaként a lengyelekkel tárgyaló főurak között találjuk. A várnai csat után más főurakkal is összetűzésbe került, Rozgonyi Simon püspök seregével az Ulászló- párti Palóczi Simon támadt Perényire, akit foglyul is ejtett. Pálóczi László ajtónállómester közbenjárására Perényi kiszabadult, de túszul kellett adnia fiát, Istvánt és lányát, Ilonát, valamint át kellett engednie Csorbakő várát is. Perényi szabadulása után visszatámadt Pálóczira és elfoglalta Patak, Dédesd és Ajnácskő várát. A helyzet rendezésére 1445-ben országgyűlést hívnak össze, ahol az eredeti birtokviszonyokat állították vissza és Perényi is visszakapta gyermekeit (Az országgyűlés 1445. május 5-én kelt határozata). 
Miután Giskra zsoldosai önállósították magukat és Batri (testvérek) név alatt fosztogattak Sáros és Szepes vármegyében, többek között elfoglalva Perényi várát is (a sárosi Újvárat) Perényi átpártolt Hunyadi János mellé. 1452-ben tagja volt annak a küldöttségnek, ami a III. Frigyes fogságában lévő V. László kiszabadításáról tárgyalt Bécsben. Élete utolsó éveiben, 1455-ben újabb birtokot szerez a Szabolcs megyében, Radi falut és megerősítték korábban szerzett birtokaiban.
Nemsokára azonban már ismét Giskra oldalán találjuk, akivel együtt főkapitány, ilyen tisztjében kötött fegyverszünetet Kassán, 1457. szeptember 8-án Szilágyi Mihállyal belgrádi kapitánnyal, a Hunyadi-párt vezérével.
Tagja volt a Sárkányrendnek és az aragóniai Kannarendnek, vagy más néven a mértékletességi rendnek. 1458-ban bekövetkezett halála után a tőketerebesi templomban helyezték örök nyugalomra. Gazdagon faragott, különböző lovagrendek (Ciprusi Lovagrend, az Aragóniai Lovagrend a Sárkányos Rend jele) jelképeivel faragott sírköve máig ott található. Sírkövének jobb felső sarokban köszöntőváza található a ma(r)ia ora p(ro) nob(is) (Mária könyörögj érettünk) felirattal. Sírkövének szélén a következő felirat fut körbe:

Hec est sepultura magnifici d(omi)ni Joh(an)nis filii Emerici de Peren, Illustrissimi p(ri)ncipis d(omi)ni Sigismu(n)di dei gr(ati)a Ro(ma)nor(um) Imperatoris hungaro(rum)q(ue) et bohe(m)ie etc. regis, dapiferor(um), ac serenissi(mi) p(ri)ncipis d(omi)ni Alberti eade(m) gr(ati)a Ro(ma)nor(um), ac hunga(r)ie reg(is) tavernicor(um) regalium mag(ist)ri Anno d(omi)ni MCCCCLVIH obi(i)t i(n) die Joh(annis) bapt(ist)e. 

A felirat jelenése: Ez itt a nemes János úr nyughelye, Imre fiáé a Perényi nemzetségből, aki a fényességes fejedelem, Zsigmond úr, Isten kegyelméből római császár, magyar, cseh stb. király asztalnokmestere, valamint a fényességes fejedelem, Albert úr, úgyszintén Isten kegyelméből római császár, magyar király királyi tárnokmestere volt. Elhunyt az Úr 1458. évében Keresztelő Szent János napján.

## Családja
Édesapja Perényi Imre volt.
Felesége, Kórógyi Fülpös fia János macsói bán nővére, Katalin volt, akit 1440-es évek végén, 1450-es évek elején vehetett feleségül, mert a feleség hozománya között volt Emőd, amit egy 1451-es oklevél már Perényi birtokának nevez.
A következő gyermekeiket ismerjük:
- István
- Miklós, 1471-ben részt vett a Vitéz János által szervezett összeesküvésben, és támogatta a társaságot, akik Szent Kázmér lengyel herceget (IV. Kázmér lengyel király fiát) hívták meg a magyar trónra, és a határon fogadta a királyjelöltet. Még sztropkói várát is megnyitotta a trónkövetelő előtt, akik megszállták azt és a környéket rettegésben tartva fosztogattak. Ezért elvették birtokait és testvéreire, Istvánra és Péterre írták. Később királyi kegyelmet kapott, de Sztropkó várát csak 1473-ban tudta visszaszerezni lengyelektől.[6]1479-ben a testvérek megpróbálták magukat önállósítani a felvidék északkeleti részén. Miklós megsarcolta a Lengyelország felé vezető úton haladó kereskedőket. Ezért először a király színe elé hívatta, hogy megmagyarázhassa tetteit, amit többszöri felszólításra sem teljesített és korábbi viselkedésével sem hagyott fel.[7] Később bajnai Both András küldi Kassára, hogy intézkedjen, az oklevél kelt 1483. október 7-én,[8] és november 15-i oklevél néhaiként említi[9]Mátyás 1483 őszén hadat küldött ellenük Lábatlani András vezetésével, hogy a ezt a dühöngő embert megfékezze.[10] A testvérek ekkor Fülek várába tették át székhelyüket, ahol a királyi csapatokat ágyútűzzel fogadták. A király seregei azonban erősebbnek bizonyultak, Miklós Fülek ostroma előtt, vagy alatt veszthette életét.[11][12]
- Péter, aki 1482 körül halt meg[13]